# Nicolas Cozza
Nicolas Louis Marcel Cozza (* 8. Januar 1999 in Ganges) ist ein französisch-italienischer Fußballspieler.

## Karriere

### Vereine
Cozza begann seine fußballerische Karriere 2005, im Alter von sechs Jahren, beim FC Pays Viganais Aigoual. Im Sommer 2008 wechselte er zur US Basses Cévennes. Zwei Jahre später unterschrieb er in der Jugendakademie des HSC Montpellier. In der Saison 2016/17 gewann er mit dem U-19-Team die Coupe Gambardella. Mitte Juni 2017 erhielt er bei den Südfranzosen seinen ersten Profivertrag. Am 19. November 2017 wurde er bei einem 0:0-Unentschieden gegen Olympique Lyon in der Schlussphase eingewechselt und gab somit sein Profidebüt in der Ligue 1. Am vorletzten Spieltag schoss er gegen den ES Troyes AC sein erstes Tor, als er über die vollen 90 Minuten spielte und seine Mannschaft 1:1 spielte. Wettbewerbsübergreifend spielte er 2017/18 zwölfmal und schoss dabei dieses eine Tor. In der Spielzeit 2018/19 schaffte er es auch noch nicht zum Stammspieler und kam zu insgesamt 14 Einsätzen. Die verkürzte Saison 2019/20 verpasste er größtenteils aufgrund eines Kreuzbandrisses und spielte nur sieben Ligaduelle. In Pokal und Liga zusammen spielte er 2020/21 nur 23 Mal. Zur Saison 2021/22 wurde er endgültig zum Stammspieler in der Abwehr und traf auch wieder einige Male. Am 25. Januar 2023 wurde seine sofortige Verpflichtung zum VfL Wolfsburg auf der Website des Vereins bekanntgegeben.
Im Januar 2024 wurde er bis zum Ende der Saison 2023/24 an den FC Nantes verliehen. Im Sommer 2024 kehrte Cozza nach Wolfsburg zurück. Ende August 2024 wurde er nach dem 1. Bundesligaspieltag bis zum Ende der Saison 2024/25 erneut an den FC Nantes verliehen. Die Leihe wurde im Sommer 2025 quasi verlängert, nachdem er für kurze Zeit nach Wolfsburg zurückgekehrt war.

### Nationalmannschaft
Cozza spielte bislang für diverse Juniorennationalmannschaften Frankreichs. Mit der U19-Mannschaft nahm er an der U19-EM 2018 teil. Ein Jahr später spielte er mit der U20-Auswahl bei der U20-WM 2019. Auch bei der U21-Mannschaft spielte er, stand aber bei der U21-Europameisterschaft 2021 nur einmal im Kader.

## Erfolge
HSC Montpellier U19
- Coupe Gambardella: 2017